# تيم نوريس
تيم نوريس (بالإنجليزية: Tim Norris)‏ هو لاعب غولف أمريكي، ولد في 20 نوفمبر 1957 في فريسنو في الولايات المتحدة.

## وصلات خارجية
- تيم نوريس على موقع رابطة لاعبي الغولف المحترفين (الإنجليزية)